# Ciao (album)
Ciao prodotto da Mauro Malavasi che cura gli arrangiamenti. è il ventiquattresimo album in studio del cantautore italiano Lucio Dalla, pubblicato il 9 settembre 1999. Vede 2 milioni di copie vendute.

## Descrizione
Sono stati realizzati i video dei singoli Ciao (molto trasmesso dalle radio durante l'estate) ed Io tra un'ora sono lì. Anche il brano Là ottiene un discreto successo radiofonico.1999 è un rifacimento del brano dell'album 1999.

## Tracce
1. Ciao – 4:36
2. Non vergognarsi mai – 4:20
3. Io tra un'ora sono lì – 4:21
4. Là – 4:02
5. What a beautiful day – 5:35
6. Trapiantoperso – 4:59
7. Hotel – 4:14
8. Trash – 5:03
9. Scusa – 3:54
10. 1999 – 4:23
11. Born to be alone – 4:47

## Formazione
- Lucio Dalla – voce, cori, tastiera, clarino
- Roberto Costa – basso,programmazione
- Bruno Mariani, Ricky Portera, Ron, Angie Passarella – chitarra
- Giovanni Pezzoli, Roberto Ponzio – batteria
- Mauro Malavasi – tastiera, cori, percussioni, arrangiamento
- Leo Z – pianoforte, programmazione, sintetizzatore
- Andrea Sandri – basso, cori
- Iskra Menarini, Carolina Balboni, Riccardo Majorana – cori

Produzione
- Mauro Malavasi – produzione, missaggio, mastering

## Classifiche

### Classifiche settimanali
| Classifica (1999) | Posizione massima |
| ----------------- | ----------------- |
| Italia            | 1                 |
| Svizzera          | 15                |

### Classifiche di fine anno
| Classifica (1999) | Posizione |
| ----------------- | --------- |
| Italia            | 10        |